# Стекляннорадицкое сельское поселение
Стекляннорадицкое се́льское поселе́ние — муниципальное образование в Брянском районе Брянской области Российской Федерации.
Административный центр — деревня Стеклянная Радица.

## История
Образовано в результате проведения муниципальной реформы в 2005 году, путём преобразования дореформенного Стекляннорадицкого сельсовета. 
Статус и границы сельского поселения установлены Законом Брянской области от 9 марта 2005 года № 3-З «О наделении муниципальных образований статусом городского округа, муниципального района, городского поселения, сельского поселения и установлении границ муниципальных образований в Брянской области».

## Население
| 2010  | 2011  | 2012  | 2013  | 2014  | 2015  | 2016  |
| ----- | ----- | ----- | ----- | ----- | ----- | ----- |
| 2127  | ↗2130 | ↘2106 | ↘2070 | ↗2182 | ↗2479 | ↗2719 |
| 2017  | 2018  | 2019  | 2020  | 2021  |       |       |
| ↗3107 | ↗3516 | ↗3804 | ↗4176 | ↗5363 |       |       |

## Населённые пункты
| № | Населённый пункт  | Тип                     | Население |
| - | ----------------- | ----------------------- | --------- |
| 1 | Батагово          | посёлок                 | →380      |
| 2 | Козёлкино         | посёлок                 | ↗163      |
| 3 | станция Козёлкино | железнодорожная станция | 27        |
| 4 | Лесное            | село                    | ↘47       |
| 5 | Орловские Дворики | посёлок                 | ↘54       |
| 6 | Стеклянная Радица | деревня                 | ↘1311     |
| 7 | Урицкий           | железнодорожный разъезд | ↘47       |
| 8 | станция Чернец    | железнодорожная станция | ↗3440     |